# فريد سنجر
فريد سنجر (بالإنجليزية: Fred Singer)‏ (و. 1924 – م) هو فيزيائي، وأستاذ جامعي من الولايات المتحدة الأمريكية . ولد في فيينا .

## التعليم
تعلم في جامعة برنستون، وجامعة ولاية أوهايو

## مناصب وهيئات
أدار جامعة جورج ماسون.

## جوائز
حصل على جوائز منها:
- الميدالية الذهبية لوزارة التجارة [الإنجليزية]‏.